# Az Egyesült Nemzetek Szervezetéhez köthető hívójelkörzetek
Az Egyesült Nemzetek Szervezetének hívójelprefixéhez is köthetőek hívójelkörzetek, valamint léteznek publikus hívójeleik is.
Az Egyesült Nemzetek Szervezete számára kiosztott hívójelprefix: 4U, 4W 
| Prefix | Körzet      | Terület/jelleg                                | ITU zóna | CQ zóna |
| ------ | ----------- | --------------------------------------------- | -------- | ------- |
| 4U     | 4U          | *                                             | *        | *       |
| 4U     | 4U[0..9]ITU | Nemzetközi Távközlési Egyesület (ITU), Genova | 28       | 15      |
| 4U     | 4U[0..9]UN  | Egyesült Nemzetek Szervezete, New York        | 8        | 5       |
| 4U     | 4U1ET       | Egyesült Nemzetek Szervezete, Kelet-Timor     | 54       | 28      |
| 4U     | 4U1VIC      | Vienna International Centre                   | 28       | 15      |
| 4U     | 4U1WB       | Világbank, Washington                         | 8        | 5       |

## Lajstromjel
Vízi és légi járművek lajstromjelezéséhez a 4U prefixet használják.